# نقر الرضفة
نَقْر الرَّضَفَة (بالإنجليزية: Patellar tap)‏ هي إجراءٌ يُستعمل لفحص الركبة لاختبار وجود تورمٍ فيها أو «وجود ماءٍ في الركبة».
يستلقي الشخص الذي سيُفحص على ظهره، ويقوم الفاحص بمد الركبة والضغط على المنطقة فوق الرضفة براحة يدٍ واحدة، حيث يؤدي هذا إلى دفع السائل تحت الرضفة مما يرفعها. ثم يستخدم الفاحص أصابع يده الأُخرى للضغط على الرضفة، مع الحفاظ على الضغط باليد الأولى. إذا كان هناك تورمٌ في الركبة، فسوف تتحرك الرضفة لأسفل و تنقر على العظم الموجود تحتها.